# Gabriela Kratochvílová
Gabriela Lašková, rozená Kratochvílová, (* 11. února 1990 Chotěboř) je česká moderátorka, modelka, mažoretka a vicemistryně Evropy 2013 mažoretek v kategorii pom, Česká Miss a Česká Miss posluchačů Frekvence 1 pro rok 2013.

## Osobní život
Pochází z Chotěboře. Studovala i na místním gymnáziu. Od roku 2009 žije a studovala v Praze. Má o dva roky starší sestru Janu, která ji přihlásila do Jihlavského castingu, a o rok a půl mladšího bratra Michala. Její rodiče jsou rozvedení. Matka Jana Adamcová žijící v Pardubicích je podruhé vdaná a otcem je Luboš Kratochvíl, místní ortopedický chirurg.
V době studia na gymnáziu závodila ve fitness aerobiku a cestovala za modelingem např. do Asie. V roce 2007 založila se sestrou Janou tým mažoretek. Od té doby působí jako mažoretka v klubu JK Dance team Chotěboř, který vede její sestra Jana. Tým soutěží v rámci závodů mistrovství ČR v kategorii pom. V roce 2013 začala Kratochvílová soutěžit i v kategorii jednotlivců. V roce 2013 na Evropském šampionátu mažoretek v Brně skončila se svým týmem na 2. místě.
V roce 2013 si zahrála roli Lindy ve filmu Bony a klid II.
Od 29. června 2014 moderovala hlavní zpravodajskou relaci na televizní stanici Prima Family. Do roku 2023 tvořila moderátorskou dvojici se sportovcem Romanem Šebrlem.
Dne 10. června 2016 se provdala za dlouholetého přítele Filipa Laška. V dubnu 2018 se jí narodil syn Benedikt. Na podzim 2020 porodila druhého syna, který dostal jméno Vincent. V červenci 2024 porodila třetího syna, který dostal jméno Edvard.

## Vzdělání
Studovala osmiletý studijní cyklus na gymnáziu v Chotěboři, kde maturovala v roce 2009. Poté studovala na Vysoké škole hotelové, o.p.s. bakalářský obor Hotel Management, který absolvovala v roce 2012 a získala bakalářský titul. Od září 2011 do února 2012 studovala v rámci programu Erasmus půl roku v Anglii na University College Birmingham. Od září 2012 pokračovala v magisterském oboru Marketing Communication (studovaném v anglickém jazyce) na Vysoké škole finanční a správní, který absolvovala v listopadu 2014.
Ovládá anglický, francouzský a německý jazyk.

## Soutěže Miss
V roce 2003 se zúčastnila soutěže Dívka roku, kde skončila na 2. místě.
V roce 2013 se zúčastnila soutěže krásy Česká Miss. Finálový galavečer se konal 23. března 2013 v Hudebním divadle Karlín, kde zvítězila, získala titul Česká Miss a vedlejší titul Česká Miss posluchačů Frekvence 1. Toto vítězství ji nominovalo na mezinárodní soutěž krásy Miss Universe pro rok 2013, kde se ale neumístila.